# لحم الكلب

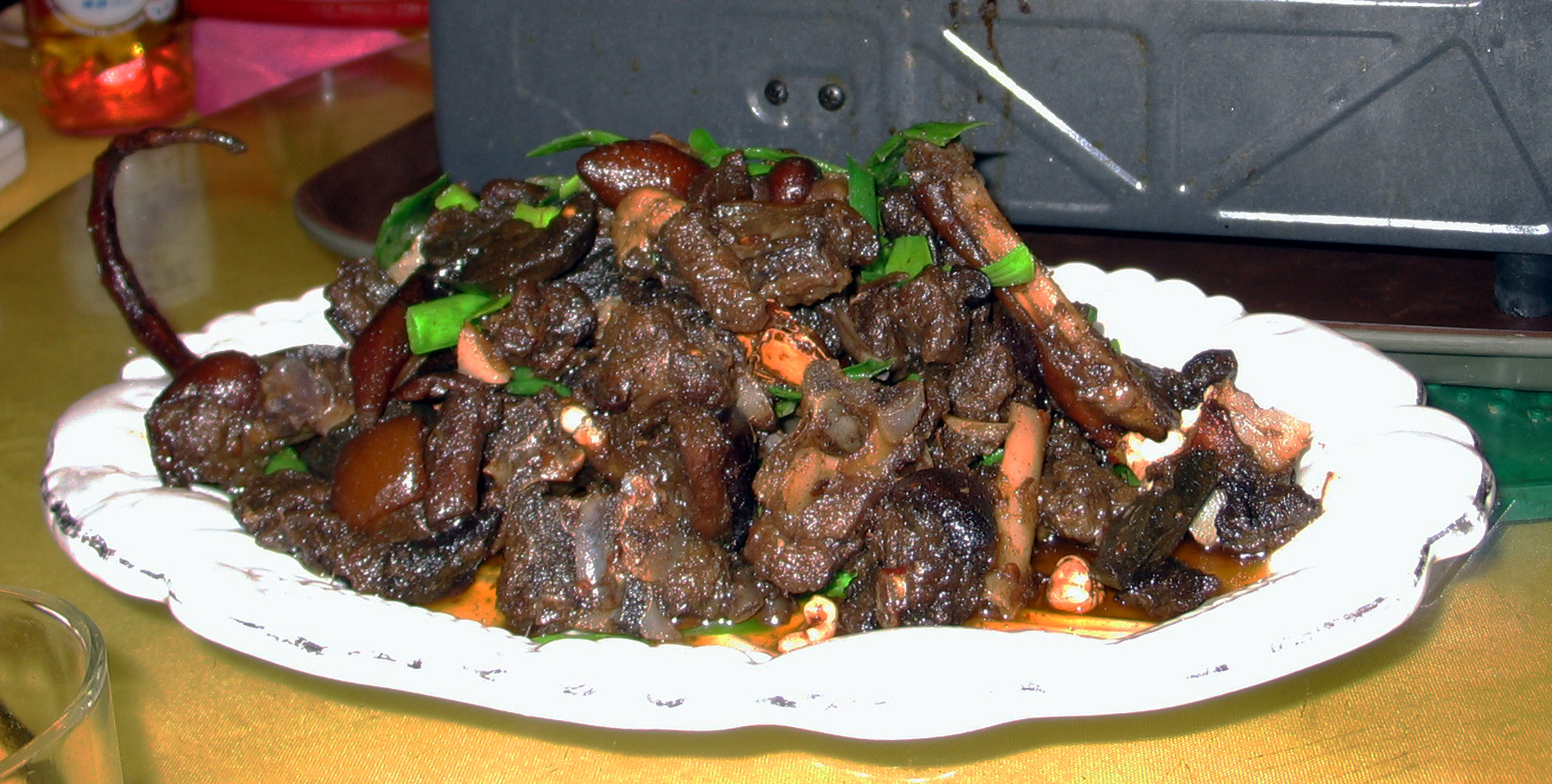
لحم كلاب مطبوخ

لحم الكلاب نوع من أنواع اللحوم يكون لونه أحمر داكن وقوامه صلب وسطحه لزج، ورائحته كريهة غير مقبولة، وخيوطه دقيقة ولا يخالطه إلا القليل من الدهن بين العضلات وتحت الجلد ولون الدهن أبيض أو مائل للصفار وقوامه شحمي زيتي ويتميز لحم الكلاب بأنه يزداد احمرارا عند غليه بالماء. جرى توثيق تناول البشر للحوم الكلاب تاريخياً في مناطق عديدة حول العالم. وما زال ينتشر تناول لحم الكلاب في القرن الواحد والعشرين في الصين وكوريا الجنوبية وفيتنام ونيجيريا وما زال يُستهلك في بلدانٍ أخرى كثيرة حول العالم بصورة قانونية.

## في العالم الإسلامي والعربي
ومن المعروف أنه يقل استهلاك لحم الكلاب في المجتمع الشرقي والعربي حيث حرم الإسلام لحم الكلب على الأرجح، ومن الأدلة في الإسلام علي ذلك في الصحيحين وغيرهما عن أبي ثعلبة الخشني وأبي هريرة وابن عباس رضي الله عنهم أن رسول الله صلى الله عليه وسلم نهى عن كل ذي ناب من السباع، ويدخل في كل ذي ناب الكلب والهر.غير أن بعض تلك الدول مثل مصر تجرم ذبح وأكل الكلاب

## تأثير«كوفيد-19»
وفي عام 2020 بعد تمكن فيروس كورونا المستجد من حصد أرواح آلاف من البشر حول العالم؛ قررت مدينة شينزين في مقاطعة «قوانغدونغ» منع سكانها من أكل لحوم القطط والكلاب على خلفية تفشي؛ "كوفيد-19"، ويعد القرار هو الأول من نوعه بالصين. ولهذا السبب وأسباب أخري قل استهلاك هذا النوع من اللحوم بالصين ومن هذه الأسباب أن منظمات الرفق بالحيوان في العالم تشن منذ سنوات حملة شعواء على هذه العادات الغذائية التي يذهب ضحيتها كل عام ملايين الكلاب والقطط ويخصص لها مهرجان سنوي ينظم في جنوب الصين وتذبح فيه الكلاب بشكل متوحش أمام الزوار.

## موقف المنظمات العالمية
وتبدي منظمات الرفق بالحيوان موقف مناهضاً ضد ذبح وأكل الكلاب ولكن قد يستغرق التخلص من هذه العادة وقتاً طويل جدا هذا وإن انتهت من الأساس والسبب وراء ذلك أنها تعد من التقاليد القديمة في بعض الدول مثل الصين وكوريا وأغلب الدول الاسيوية وطالما حاربت شعوبهم منظمات حقوق الحيوان والمطالبات الدولية بحظر أكل لحومها باعتبار أنه تدخل من قبل الأجانب في التقاليد المحلية لبلدانهم، في ظل الثقافة الصينية التقليدية التي تعتبر أن لحوم الكلاب مفيدة لصحة الإنسان خلال أشهر الصيف

## أضرار لحوم الكلاب
وفي الحقيقة يسبب تناول لحوم الكلاب اضراراً عديدة ويعد أكبر خطر قد يحدث من تناول لحوم الكلاب هو انتشار داء الكلب في كل من الحيوانات والناس، ففي الفلبين، هذا المرض يقتل ما يقرب من 10000 كلب و300 شخص كل عام، وعلى الرغم من الجهود التي تبذلها منظمة الصحة العالمية (WHO) للتطعيم الجماعي للكلاب لمنع انتشار داء الكلب، فإن تجارة لحوم الكلاب  تنقل عشرات الآلاف من الكلاب عبر الحدود الدولية ما يجعل الوقاية من داء الكلب أمر صعب، كما أنه يمكن إصابة العمال بالعدوى أثناء الذبح وينتشر المرض إلى الكلاب الأخرى والبشر على حد سواء، وفي عام 2008، وجد أن 20٪ من الكلاب في المسالخ في فيتنام مصابة بداء الكلب ما أدى إلى تفشي داء الكلب ووفقًا لمنظمة الصحة العالمية، فإن العدوى من داء الكلب تسبب سنويًا وفاة عشرات الآلاف من الأشخاص معظمهم في آسيا وأفريقيا، وداء الكلب هو مرض فيروسي معد يسبب الوفاة، وتشمل الأعراض الأولية لداء الكلب الحمى المصحوبة بألم وشعور غير مبرر بالوخزأو الحرق في موضع الجرح، وإذا انتشر الفيروس في الجهاز العصبي المركزي، يظهر التهاب تدريجي ومميت في الدماغ والحبل النُخاعي.وليس داء الكلب هو الوحيد الذي يجب الخوف منه، بل إن هناك عددا من الأمراض الأخرى المقلقة والتي يمكن أن تعرض صحة الإنسان للخطر، وتشمل الإصابات المحتملة على الطفيليات مثل E. Coli 107 والسالمونيلا، وكذلك العدوى البكتيرية مثل الجمرة الخبيثة، داء البروسيلات، التهاب الكبد، وداء البريميات، يمكن أن تنتشر أيضًا من خلال اللحوم للناس.